# MTM법
MTM법(Methods-time measurement, 방법-시간 측정)은 산업 현장에서 수동 작업이나 작업을 수행하는 데 사용된 방법을 분석하고, 그 분석의 결과로 작업자가 해당 작업을 완료해야 하는 표준 시간을 설정하는 데 주로 사용되는 미리 정해진 동작 시간 시스템이다.
MTM법은 1948년에 출시되었으며 오늘날에는 MTM-1, MTM-2, MTM-UAS, MTM-MEK 및 SAM-분석으로 알려진 여러 변형이 있다. MTM-3 및 MMMM(4M)을 포함하여 일부 MTM 표준은 더 이상 사용되지 않는다.

## 단위
MTM의 움직임을 측정하는 단위는 TMU(시간 측정 단위)이다. 1 TMU = 36밀리초, 1시간 = 100,000 TMU이다.